# Vroege veldbieskokermot
De vroege veldbieskokermot (Coleophora otidipennella) is een vlinder uit de familie kokermotten (Coleophoridae). De wetenschappelijke naam is voor het eerst geldig gepubliceerd in 1817 door Hübner.
De soort komt voor in Europa.